# Епітеланта
Епітеланта (Epithelantha F.A.C.Weber ex Britton & Rose 1922) — рід сукулентних рослин з родини кактусових.

## Етимологія

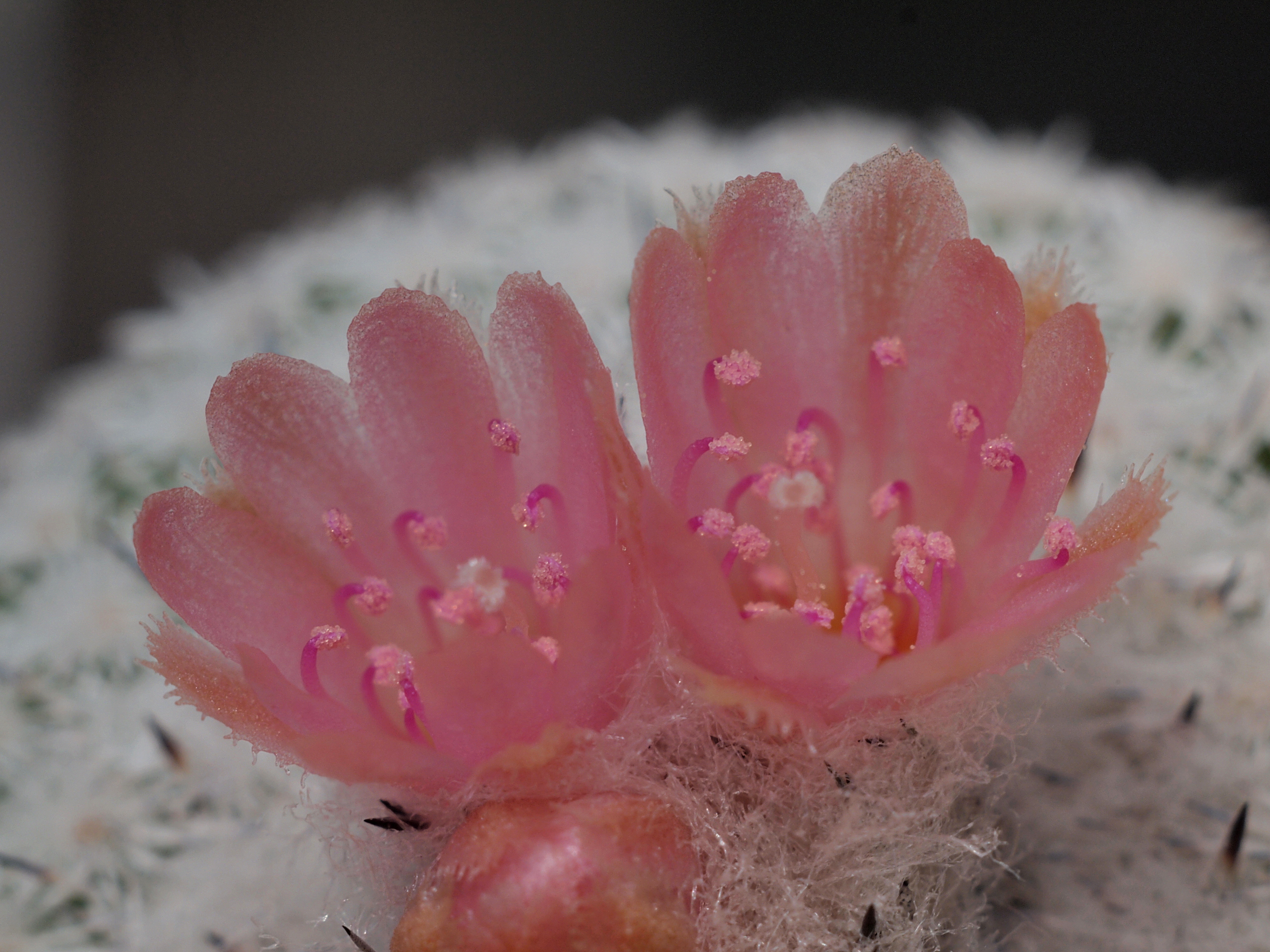
Квітки Epithelantha micromeris ssp. unguispina

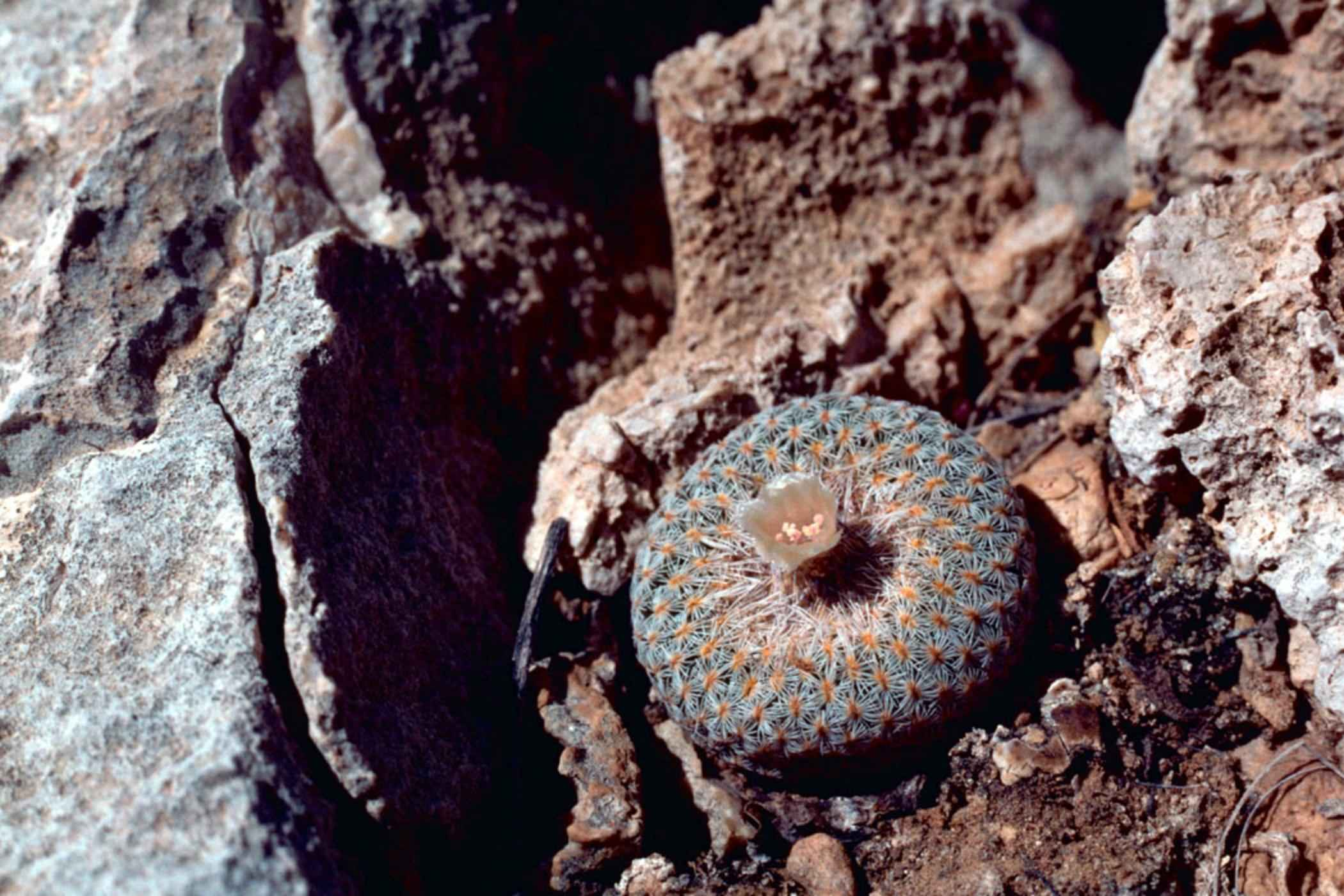
Epithelantha micromeris в природних умовах

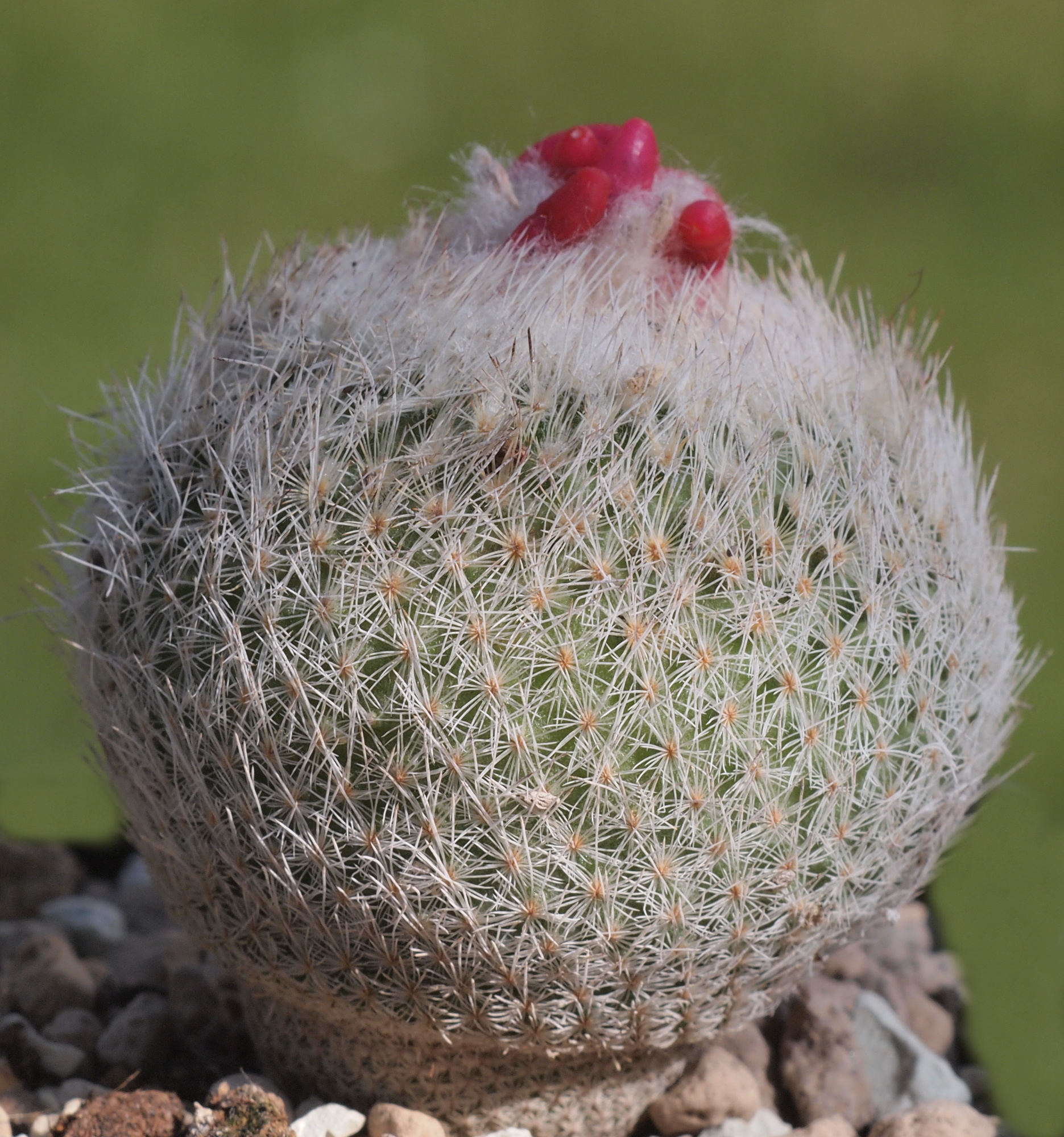
Epithelantha micromeris з плодами

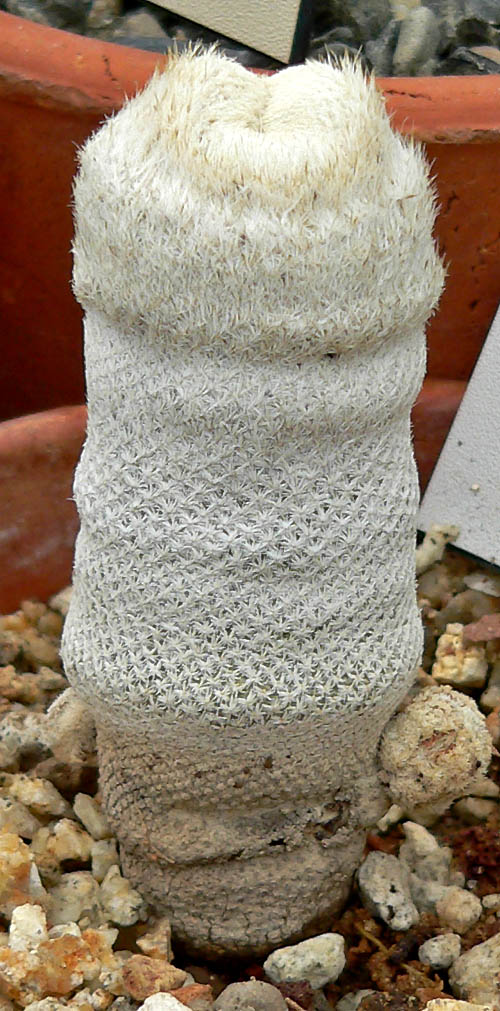
Epithelantha bokei

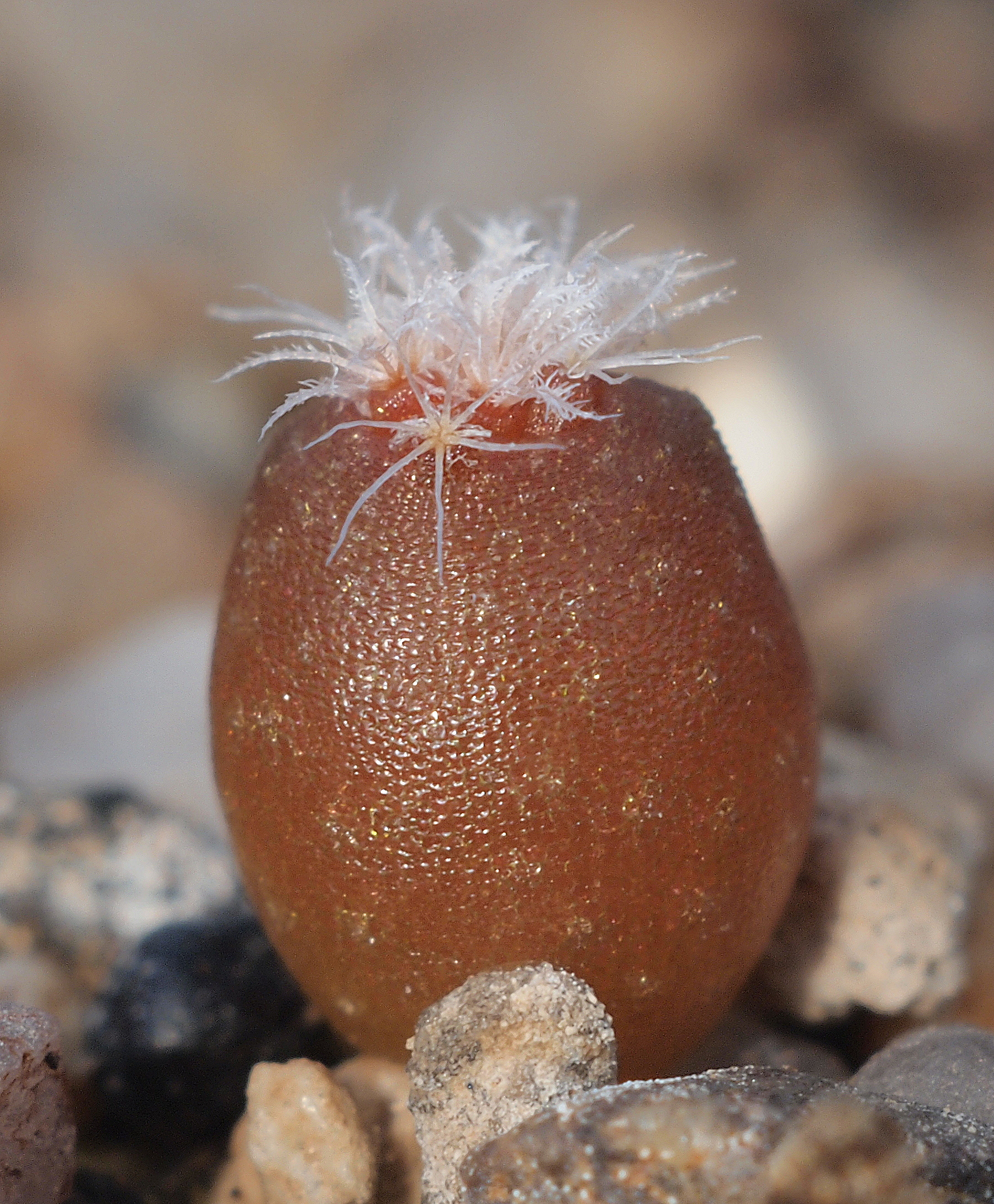
Сіянець епітеланти

Назва складається з грец. epi — на, thele — сосок і anthos — квітка, що вказує на зону закладання квіткових бруньок.

## Історія систематики
Вперше епітеланта була описана у 1865 Джорджем Енгельманном, який відніс її до роду мамілярія. У 1898 році відомим знавцем кактусів свого часу Альбертом Вебером була приведена назва Epithelantha як синонім Mammillaria micromeris. У 1922 році опис було уточнено Н. Бріттоном і Дж. Роузом, які віднесли цей таксон до рангу роду.

## Ареал та екологія
Ареал цього роду охоплює Мексику (штати Чіуауа, Коауїла, Нуево-Леон, Сан-Луїс-Потосі) та США (штати Техас, Нью-Мексико, Аризона).
Ростуть на оголених вапнякових схилах і осипах, багатих карбонатами.

## Загальна біоморфологічна характеристика
Карликові кактуси, що повільно ростуть. Стебла кулясті, із вдавленою верхівкою або циліндричні 3-5 см в діаметрі, щільно вкриті спірально розташованими, дуже дрібними сосочками. В білих, дрібних, подовжених ареолах розтащовані дуже дрібні, до 2 мм завдовжки, щільно притиснуті до стебла колючки, які повністю його покривають. Верхівка сильно опушена, плоска або втиснута в центрі. Квітки блідо-рожеві, дрібні, 5-7 мм завдовжки і в діаметрі, з'являються в сніжно-білому шерстистому утворенні на верхівці не з мономорфної, а з діморфної ареоли, що підтверджує спорідненість епітелант з маммілляріями. Плоди яскраво-малинові, довгасті, близько 1 см завдовжки і 3 см в діаметрі, прикрашають рослини протягом тривалого часу.
Рослини утворюють безліч бічних пагонів.

## Культивування
Рослини дуже декоративні, в оранжерейній культурі потребують багато сонячного світла і свіжого повітря. Полив в період вегетації обмежений. Надлишок вологи призводить до згубної дії на ці рослини. Взимку утримують при температурі 8-12 °С майже без поливу.
Землесуміш мусить бути легко проникною, багатою на мінеральні речовини, глинисто-дерновою, з додаванням до 40 % піску, мармурової і гравійної крихти. рН — близько 6,5.
Епітеланти відрізняються повільним зростанням. Розмноження насінням проходить досить важко, сіянці ростуть дуже повільно і швидко гинуть за несприятливих умов. Найефективніше розмножуються щепленням бічних пагонів. Зняті з підщепи рослини часто вкоренити не вдається.

## Види
Згідно систематики Андерсена рід Epithelantha включає 2 види: Epithelantha bokei і Epithelantha micromeris. Останній вид, в свою чергу, містить 5 підвидів, включно з типовим.